# Суворово (Болгарія)
Суво́рово (болг. Суворово) — місто у Варненській області Болгарії. Адміністративний центр общини Суворово.

## Населення
За даними перепису населення 2011 року в місті проживала 4571 особа.
Національний склад населення міста:
| Національність   | Кількість осіб | Відсоток |
| ---------------- | -------------- | -------- |
| болгари          | 2084           | 58,4%    |
| турки            | 959            | 26,9%    |
| цигани           | 195            | 5,5%     |
| інша             | 44             | 1,2%     |
| не визначились   | 285            | 8,0%     |
| Всього відповіли | 3567           |          |

Розподіл населення за віком у 2011 році:
Динаміка населення: